# Essigbaum
Der Essigbaum oder Hirschkolbensumach (Rhus typhina L.; Synonym: Rhus hirta (L.) Sudw.) ist eine Pflanzenart innerhalb der Familie Sumachgewächse (Anacardiaceae). Sie stammt aus dem östlichen Nordamerika. Der Essigbaum wurde 1602 in Europa eingeführt und ist wegen seiner ausgeprägten Herbstfärbung ein weit verbreitetes Ziergehölz. Die Blätter werden dabei gelb, später orange und im Oktober leuchtend karmesinrot. Sein deutscher Trivialname Hirschkolbensumach wie auch der englische Name staghorn sumac beruhen auf dem kennzeichnenden Merkmal der Art: den kräftigen, braunen und filzig behaarten jungen Zweigen, die an ein mit Bast bewachsenes Hirschgeweih erinnern.

## Beschreibung

### Erscheinungsbild und Holz
Der laubabwerfende Essigbaum wächst als sommergrüner Strauch mit Wuchshöhen von meist 3 bis 5 Metern oder er kann in seinem natürlichen Verbreitungsgebiet unter günstigen Bedingungen einen bis zu 12 Meter hohen, mehrstämmigen kleinen Baum bilden. Meist wächst diese Art strauchförmig mit breiten Kronen und kurzen, krummen Stämmen mit maximal 35 cm Stammdurchmesser (BHD). Auf nährstoffarmen, sandigen Böden können sie zahlreiche Jungtriebe aus flachwachsenden Wurzeln bilden, die sich zu kleinen Dickichten entwickeln und nicht selten bis über zehn Meter vom Stamm entfernt wuchern. Die eher glatte Borke älterer Stämme ist gräulich und leicht rissig bis schuppig, die Rinde älterer Äste ist mit zahlreichen orange-braunen Korkporen (Lentizellen) besetzt.
Das Holz ist leicht, weich und spröde. Es hat einen beinahe weißen Splint und einen grün gestreiften, orangefarbenen Kern. Die Gefäße sind in Gruppen angeordnet und neigen zur Verthyllung. Eine wenig bekannte Eigenschaft des Holzes ist seine Fluoreszenz. Unter UV-Licht zeigt es ein starkes neongelbes Leuchten (die Farbe kann variieren).

### Zweig, Knospe und Blatt
Der Essigbaum bildet im Kronenbereich keine Endknospen (Terminalknospen). Die kegelförmigen Winterknospen sind etwa 1 Zentimeter lang und dicht, braun filzig behaart; Knospenschuppen fehlen.
Die Rinde der jungen Zweige ist dicht braunfilzig behaart; die Zweige verkahlen nach drei bis vier Jahren. Sie haben ein rundes Mark von orange-brauner Farbe und enthalten einen weißen, klebrigen Milchsaft, der bei Verletzung austritt und an der Umgebung schwarz wird. Die Endtriebe schließen mit einem Blütenstand ab, das weitere Wachstum wird von Seitenknospen übernommen (sympodiale Verzweigung).
Die wechselständigen Laubblätter sind 20 bis 60 Zentimeter lang und in Blattstiel sowie Blattspreite gegliedert. Die 5 bis 10 cm langen Blattstiele und die Rhachis sind grünlich bis rötlich und mehr oder weniger, kürzer oder länger, weich behaart. Auch die Adern der Blattunterseite sind behaart. Die unpaarig gefiederte Blattspreite besteht aus 9 bis 31 meist gegenständig angeordneten Fiederblättchen. Die Blattoberseite ist grün und etwas glänzend, die -unterseite matt-hellgrün. Nur das terminale Fiederblättchen ist meist gestielt. Die Länge der fast sitzenden bis sitzenden Blättchen liegt zwischen 8 und 12 cm, die Breite zwischen 2 und 3 cm, wobei die mittleren Fiederblättchen die größten sind. Die Form der Blättchen variiert von eiförmig, elliptisch bis länglich-lanzettlich, oft sind sie leicht sichelförmig. Die Basis ist rundlich, halbherzförmig und etwas ungleichmäßig geformt; das obere Ende läuft spitz zu. Der Blattrand ist ungleichmäßig gesägt, gezähnt die Spitze jedoch ganzrandig. Der Essigbaum fällt besonders durch seine Herbstfärbung auf, die Blätter werden dabei gelb, später orangefarben und im Oktober leuchtend karmesinrot. Die Nervatur der Blättchen ist gefiedert und unterseits etwas erhaben.

### Blütenstand und Blüte
Der Essigbaum blüht im Frühsommer nach dem Austreiben der Blätter. Er ist meist zweihäusig getrenntgeschlechtig (diözisch) und meist erscheinen die weiblichen Blüten etwa eine Woche vor den männlichen. Die Blüten stehen in endständigen, aufrechten, pyramidalen und gelb-grünen, thyrsig-rispigen sowie feinhaarigen Blütenständen zusammen. Die männlichen, lockereren Blütenstände sind bis zu 20–25 cm lang und damit etwa ein Drittel größer als die kompakteren weiblichen Blütenstände. Jede gestielte Blüte hat ein 1,5 mm langes und 0,5 mm breites Deckblättchen, dessen Innenseite lang behaart ist. Die Einzelblüte mit doppelter Blütenhülle ist fünfzählig und die Blütenstiele sind haarig. Der grüne Kelch ist fünfzipfelig, außen langhaarig und innen kahl und hat eine Länge von 1,5 mm. Die leicht bootförmigen, länglichen Kronblätter sind bei den männlichen Blüten gelblich-grün, bei den weiblichen grünlich, 3,5 mm lang, 1,5 mm breit und schwach behaart. Bei den männlichen Blüten sind die Petalen zurückgelegt, bei den weiblichen sind sie eher aufrecht. Jede Blüte hat einen auffälligen, orangen und lappigen Diskus. Der oberständige, haarige und einkammerige Stempel hat drei kurze Griffel mit jeweils einer Narbe, männliche Blüten haben fünf freie Staubblätter mit großen, orange–gelbfarbigen Staubgefäßen und einen verkümmerten Fruchtknoten.
| Blütenformel: | männliche Blüte: | {\displaystyle \star K_{5}\;C_{5}\;A_{5}}                |
|               | weibliche Blüte: | {\displaystyle \star K_{5}\;C_{5}\;G_{\underline {(3)}}} |

### Frucht und Samen
Die Früchte sind trockene und rote Steinfrüchte, 4 mm lang, 4,5 mm breit und etwas abgeflacht. Sie sind im August ausgewachsen und werden im Herbst reif. Fruchtentwicklung ohne vorherige Befruchtung (Parthenokarpie) ist häufig. Die Früchte sind von einer dichten, zottigen Schicht langer, roter und weicher (Drüsen-)Haare umgeben. Der kleine, einsamige, eiförmige bis elliptische, etwas abgeflachte und glatte Steinkern ist hellbräunlich. Die Steinkerne sind ca. 2,5 mm lang und 2 mm breit und die Samen darin enthalten kein Endosperm, also kein Nährgewebe. Die Samen werden häufig von Vögeln verbreitet und keimen epigäisch. Das Tausendkorngewicht beträgt 11 g.

### Chromosomensatz
Die Chromosomenzahl beträgt 2 n = 30.

### Giftigkeit und Inhaltsstoffe
Die Hauptwirkstoffe sind Gerbstoffe, Ellagsäure und der stark saure Zellsaft. Urushiole wie im Giftsumach sind nicht nachweisbar.
Alle Pflanzenteile werden oft als giftig bezeichnet, wobei die Giftigkeit fraglich ist. Die orale Aufnahme größerer Mengen kann zu Magen- und Darmbeschwerden führen, auf der Haut soll der Milchsaft zu Hautentzündungen führen, Spritzer in die Augen können Bindehautentzündungen auslösen.
Einige Pflanzenteile oder alle enthalten Wirkstoffe, welche gegen einige oder zahlreiche Fraßinsekten als Insektizide wirksam sind und mithilfe von Ethanol extrahiert werden können.
Allelopathie, Toxizität und Genotoxizität wurden beschrieben für Extrakte aus Essigbaumblättern gegenüber pflanzlichen Zellkulturen.
- Bienen auf Essigbaum

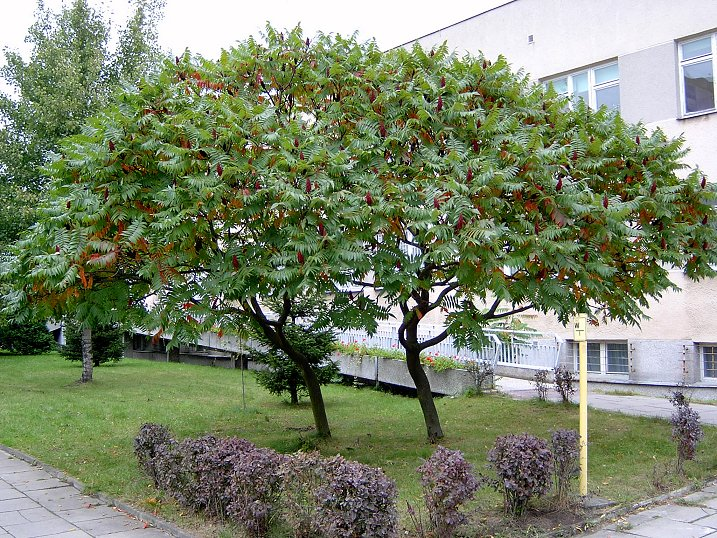
Essigbaum
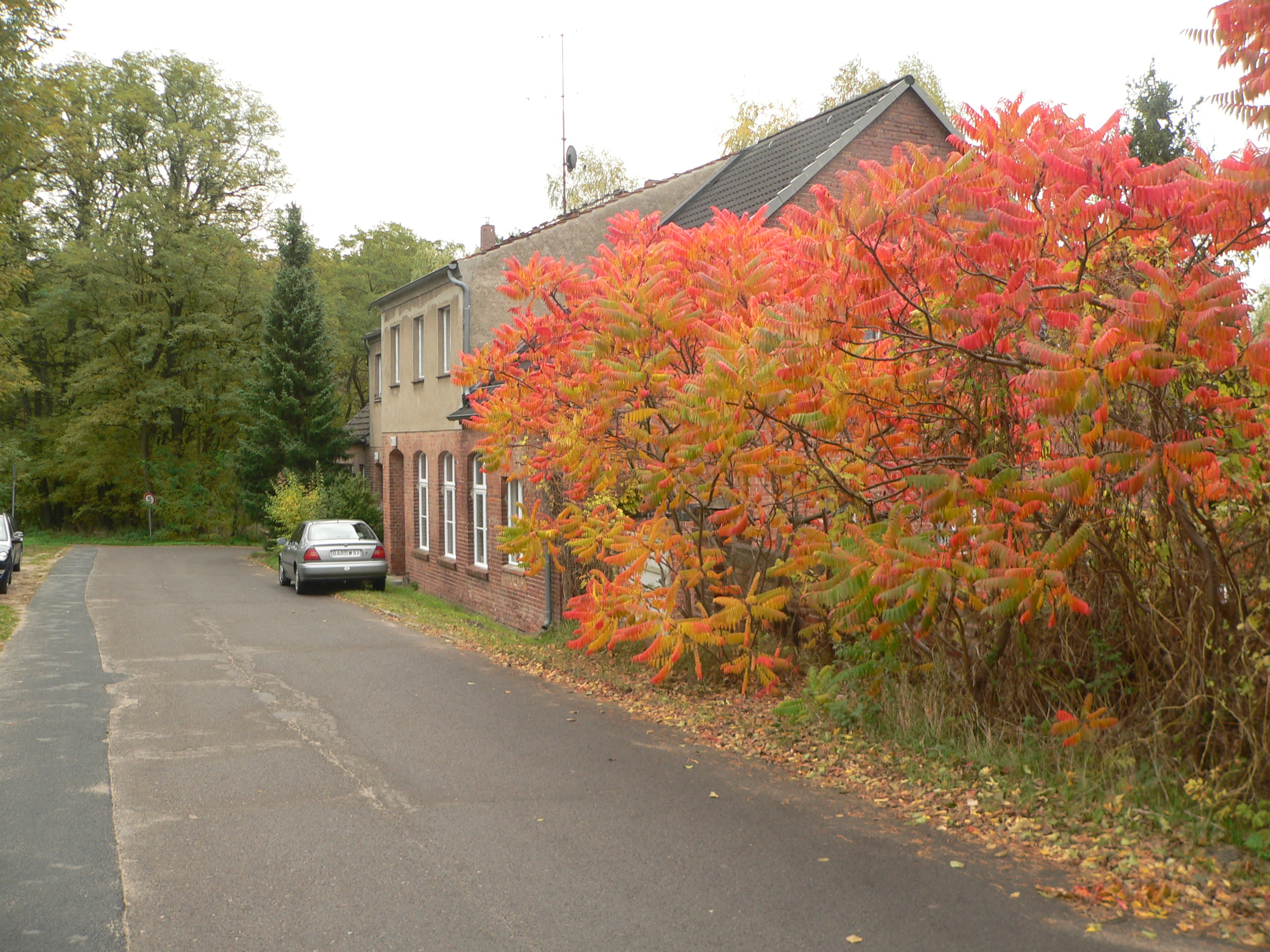
Essigbaum im Herbst
Reifer Fruchtstand
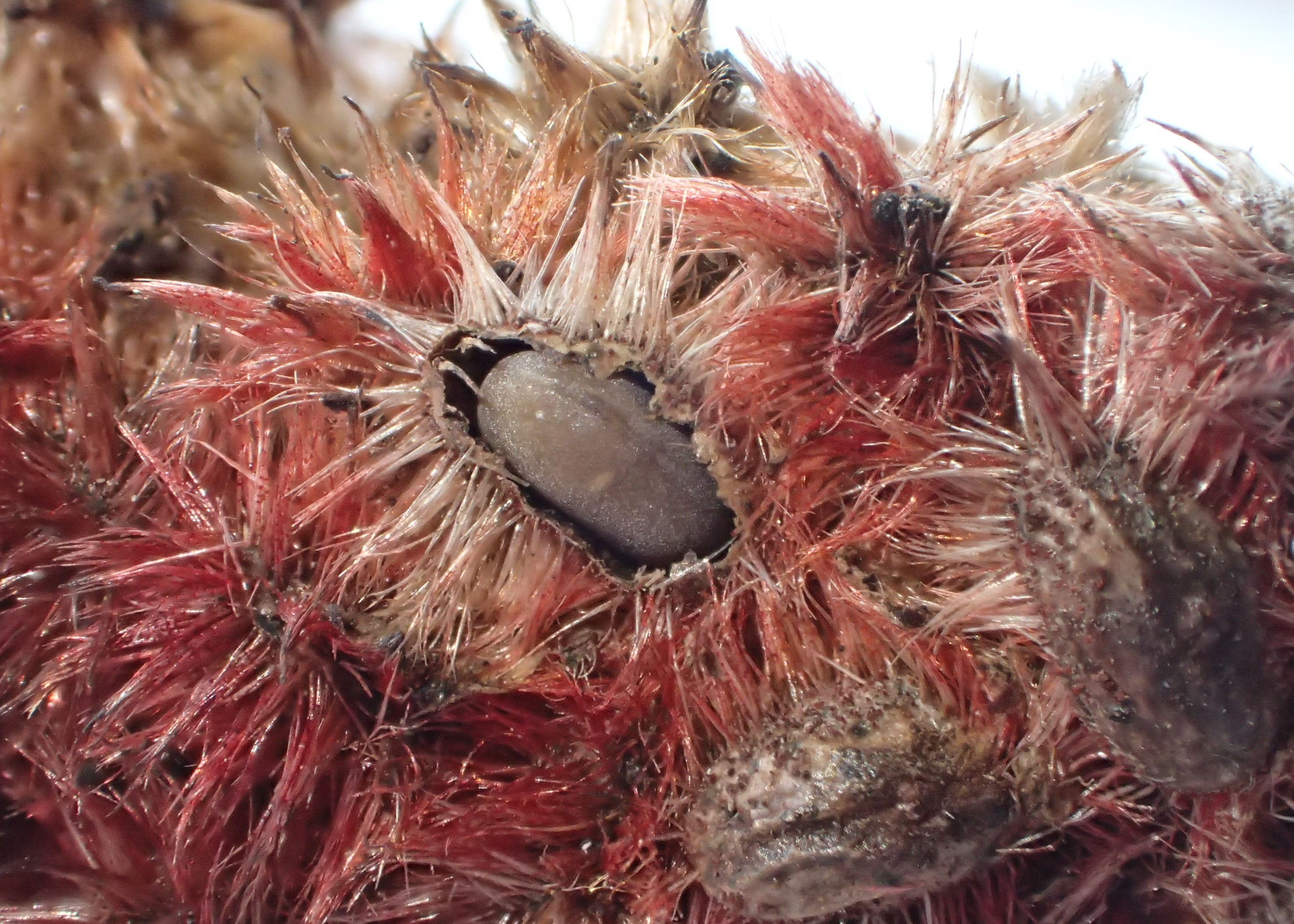
Haarige Steinfrüchte mit Steinkern
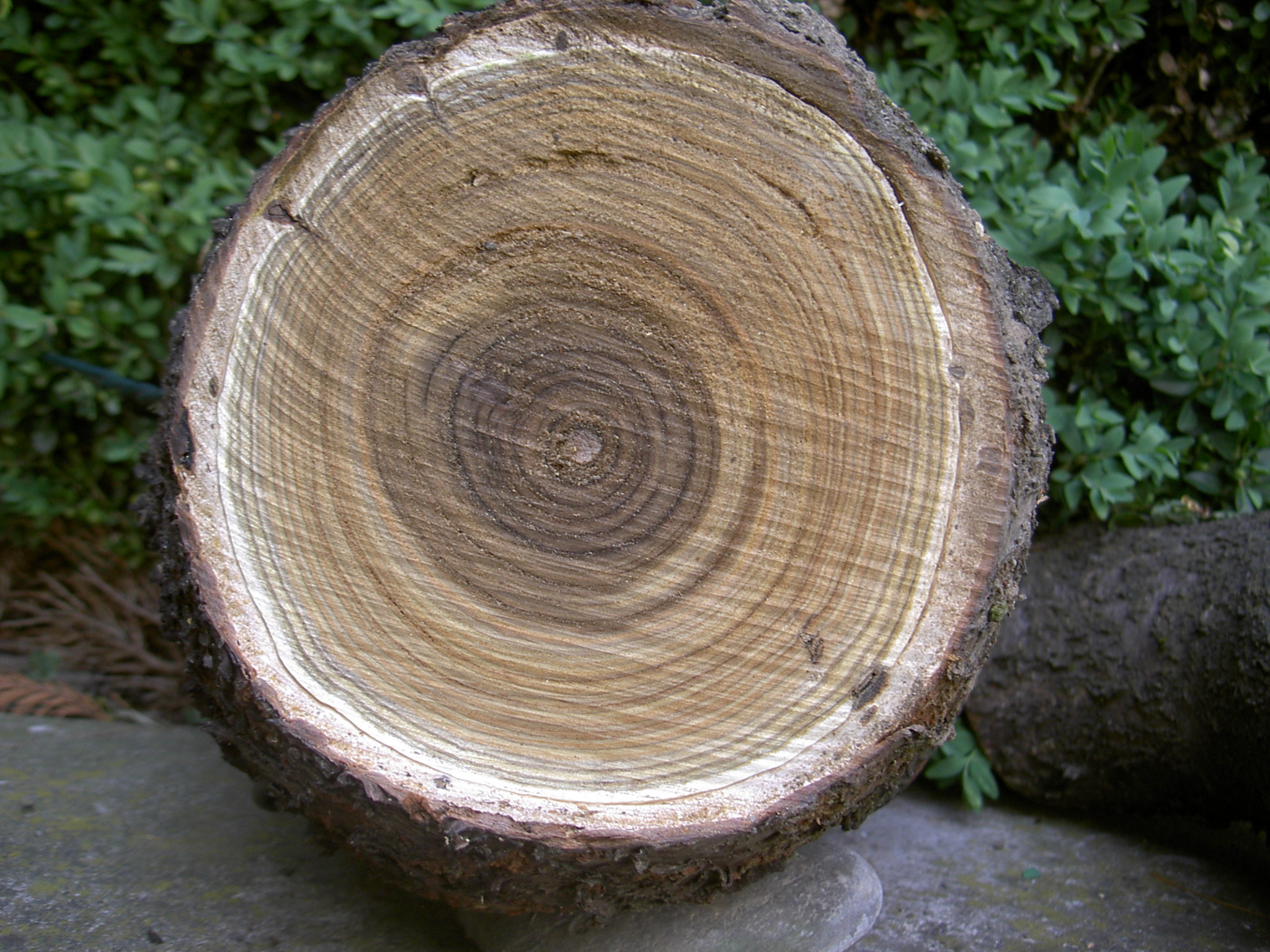
Stammquerschnitt
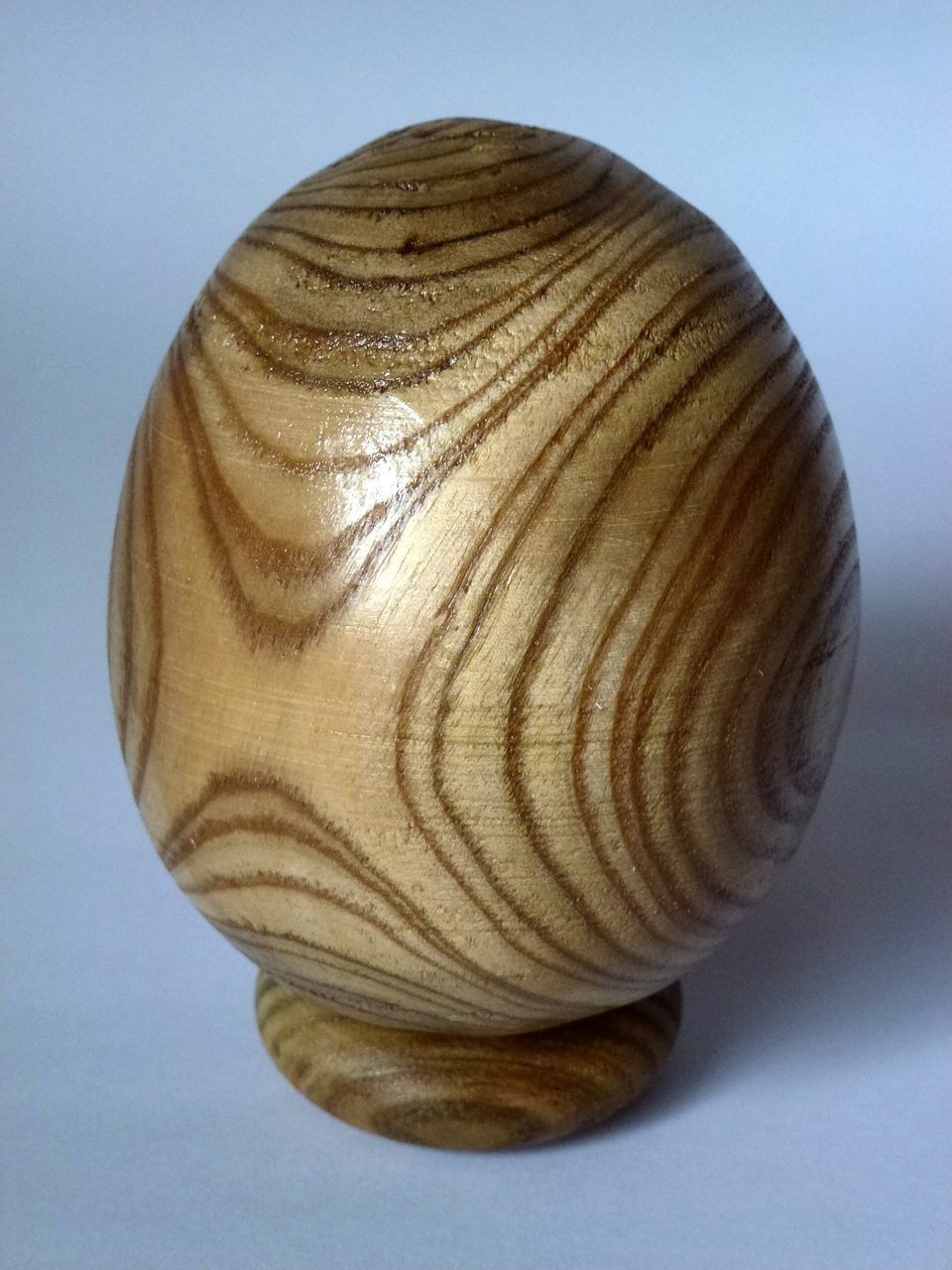
Maserung

## Verbreitung und Standortansprüche

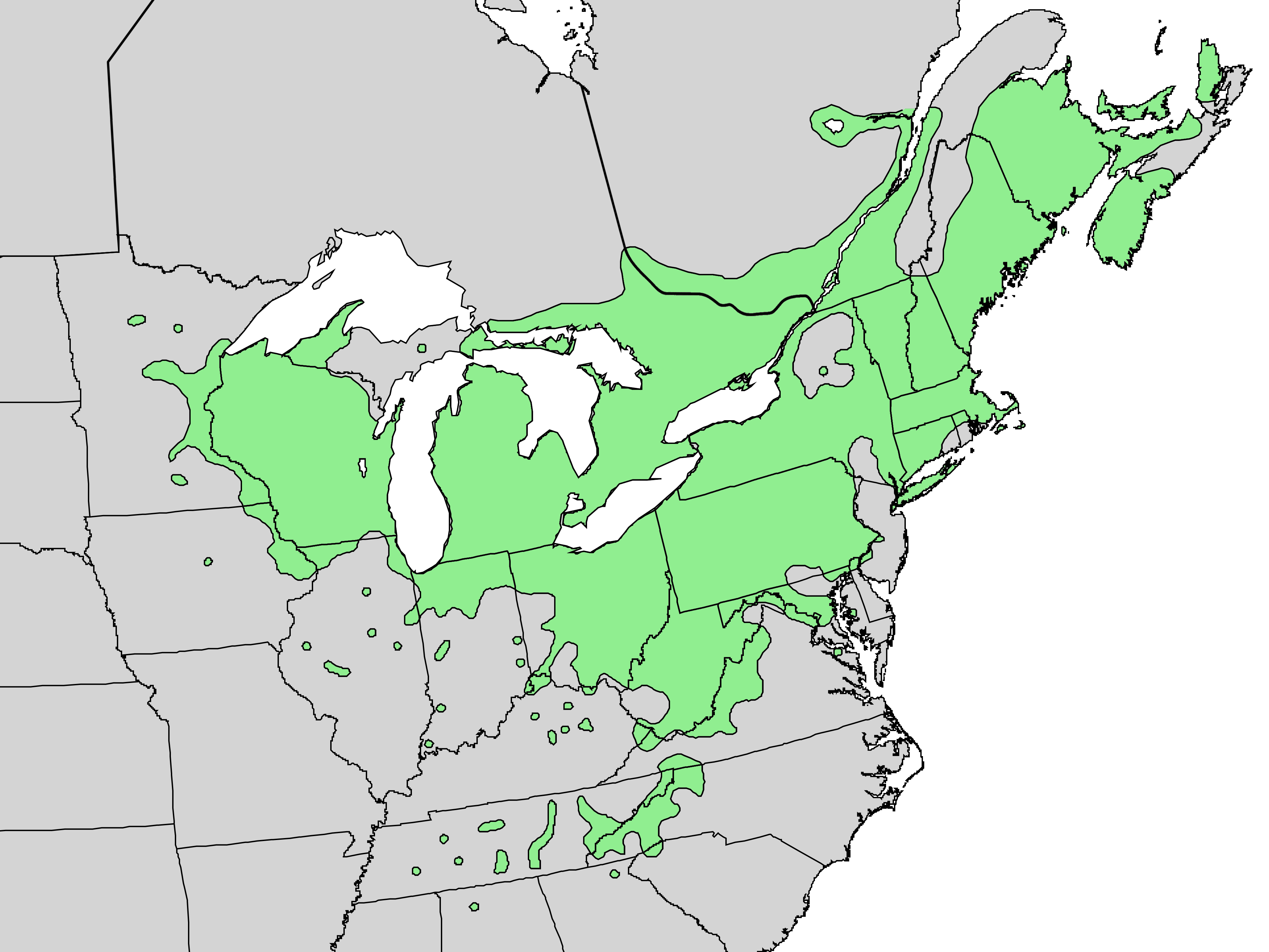
Natürliches Verbreitungsgebiet

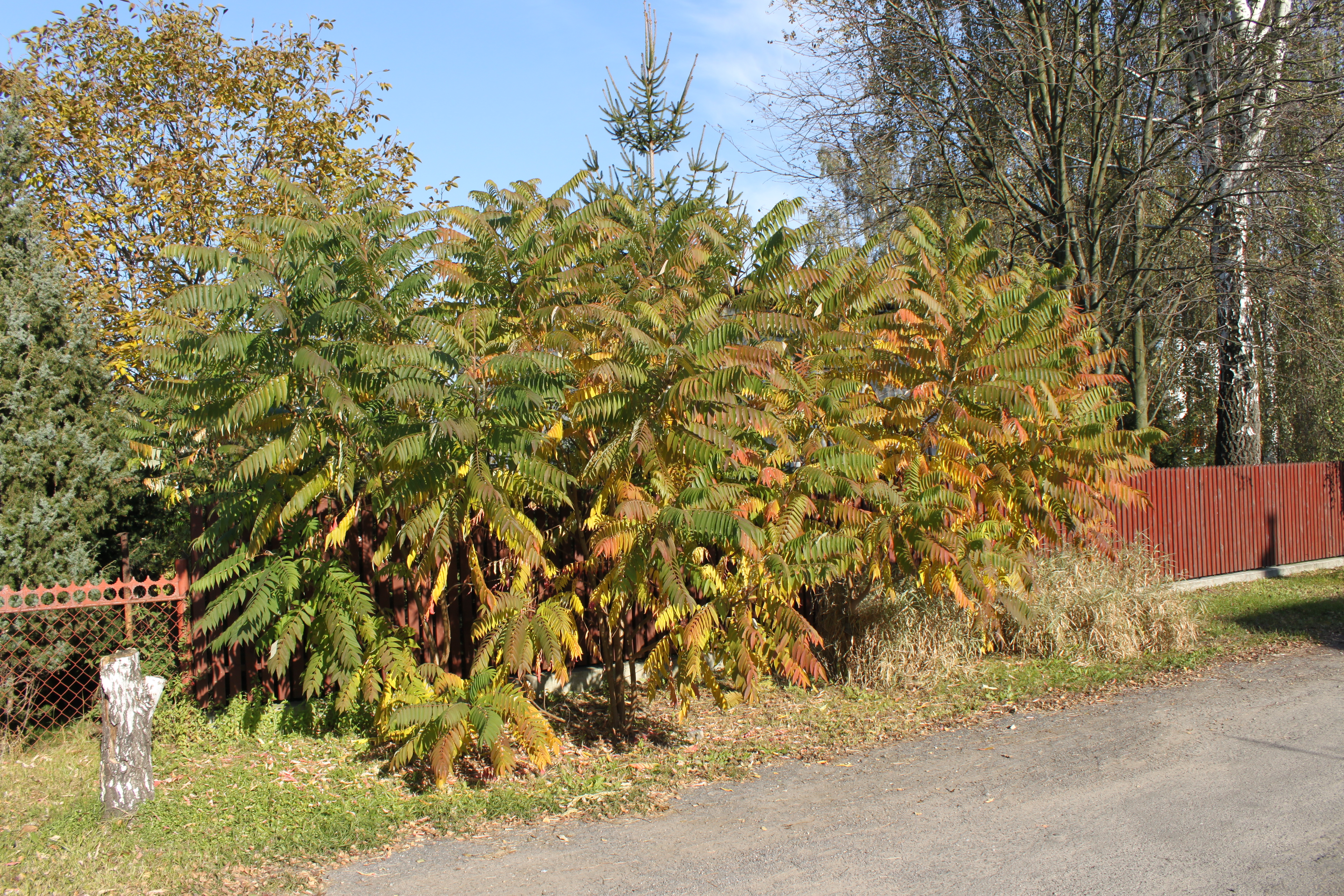
Natürliche Ableger des Essigbaums an unterirdischen Sprossausläufern führen zu einer kaum noch kontrollierbaren Ausbreitung.

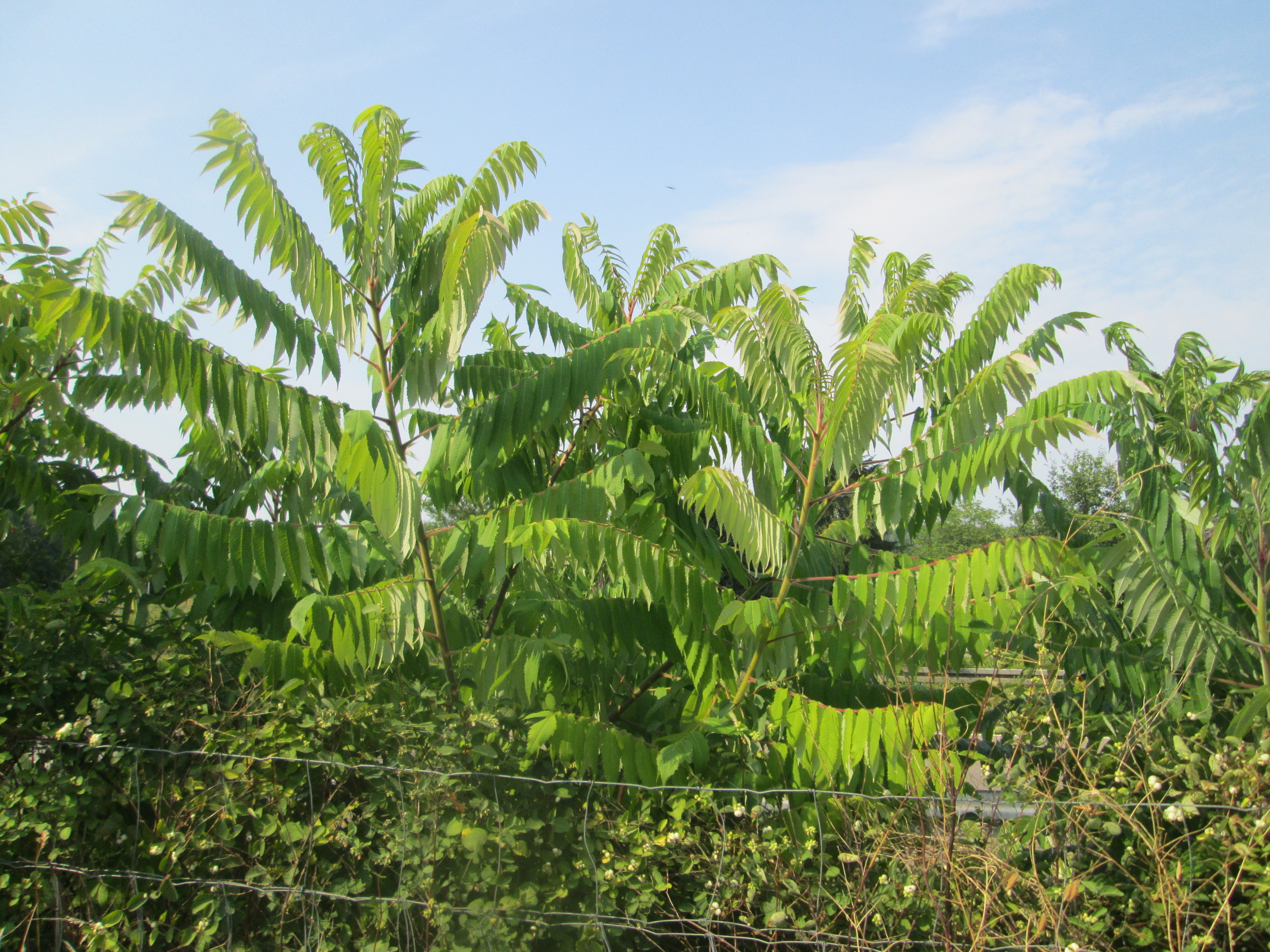
Regelmäßiger Heckenschnitt kann dem Essigbaum nichts anhaben, da aus den unterirdischen Sprossteilen immer wieder neue Bäume mit hoher Wuchskraft austreiben, die sich durch Ableger weiter vermehren.

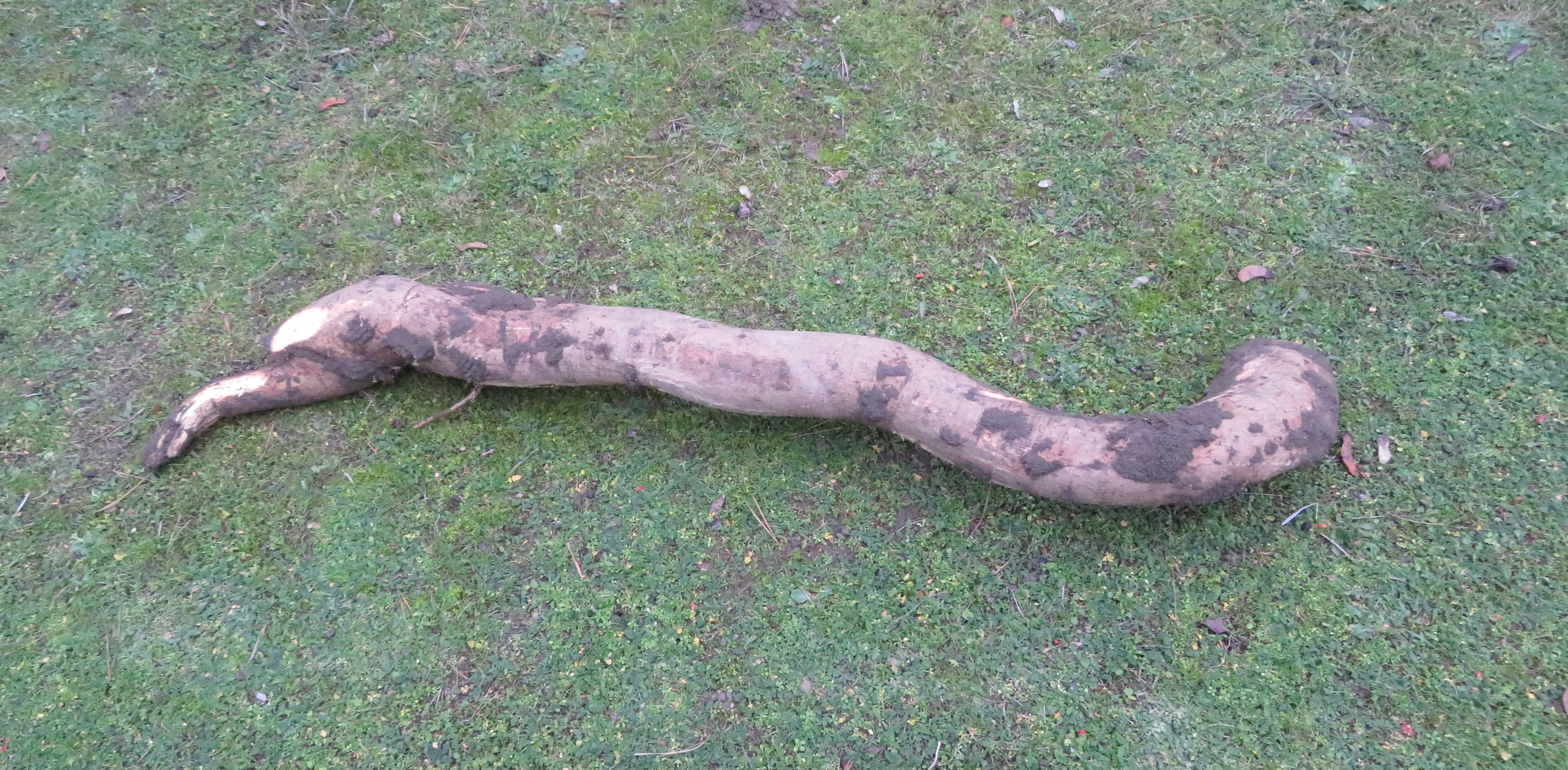
Ausgegrabener unterirdischer Sprossausläufer des Essigbaums

Das natürliche Areal liegt im Osten der Vereinigten Staaten und Kanadas. Es erstreckt sich von Neu-Schottland und dem unteren Teil des Sankt-Lorenz-Stroms nach Westen bis nach Iowa und dem Huronsee, nach Süden entlang den Appalachen bis nach Georgia, Alabama, Mississippi und Florida. Als Ziergehölz für Gärten und Parks wird der Essigbaum besonders in Mittel- und Nordeuropa verwendet und gilt in Deutschland als in Einbürgerung befindlicher Neophyt. Für Österreich lautet die Angabe selten und zerstreut verwildert. In der Schweiz wurde er in die Schwarze Liste der invasiven Neophyten aufgenommen. Produktion und Inverkehrbringung von Rhus thyphina sind verboten (Freisetzungsverordnung des Bundes (SR 814.911), Anhang 2).
Auf nährstoffreichen Böden an sonnigen Südhängen West Virginias, Tennessees und Kentuckys findet die Art optimale Wuchsbedingungen. Dort findet man sie einzeln, in kleinen Gruppen oder Dickichten im offenen Gelände. Als Unterholz in Wäldern kommt sie nicht vor. Sie stellt nur geringe Ansprüche an den Boden, wächst sowohl auf Kalk als auch auf Urgestein und wird auch als Erosionsschutz auf nährstoffarmen, trockenen Standorten verwendet. Gemieden werden nasse, saure und kalte Böden. Die Art ist in ihrer Heimat Bestandteil der Pionier- und Vorwaldgehölze aus der Ordnung Rhoetalia typhinae.
Die ökologischen Zeigerwerte nach Landolt et al. 2010 sind in der Schweiz: Feuchtezahl F = 2 (mäßig trocken), Lichtzahl L = 4 (hell), Reaktionszahl R = 3 (schwach sauer bis neutral), Temperaturzahl T = 4+ (warm-kollin), Nährstoffzahl N = 3 (mäßig nährstoffarm bis mäßig nährstoffreich), Kontinentalitätszahl K = 2 (subozeanisch).
Der Essigbaum ist sehr kälteresistent und vermehrt sich durch unterirdische Sprossausläufer (Spalierwuchs).

## Systematik und botanische Geschichte
In der ca. 150 Arten umfassenden Gattung Rhus wird die Art der Sektion Sumac zugeordnet, die Kennzeichen der Sektion sind Blüten in terminalen Infloreszenzen, dicht behaarte, rote Früchte und unpaarig gefiederte Blätter.
Der Essigbaum fand in Europa zuerst Eingang 1602 im Vespasien Robinschen Garten zu Paris, kam 1629 nach Kew, 1661 nach Amsterdam, 1676 nach Altdorf und 1683 nach Edinburgh.
Carl von Linné stellte den Essigbaum 1753 in seinen Species Plantarum in die Gattung der Scheinhanfe und nannte ihn Datisca hirta. Material zum Essigbaum dürfte er durch eine Nordamerika-Reise seines Schülers Pehr Kalm erhalten haben. Später stellte er den Essigbaum als Rhus typhina in die Gattung Rhus. Das Epitheton typhina leitet sich vom Gattungsnamen der Rohrkolben Typha ab, bedeutet also etwa rohrkolbenartig und beschreibt die Form der Fruchtstände. Das Art-Epitheton hirta ist lateinisch und bedeutet ‚rauhaarig‘, ‚borstig‘. Das Epithet hirta von 1753 ist älter als typhina von 1756. Das ältere hätte also Verwendung finden müssen. Da aber Rhus typhina ein wirtschaftlich wichtiger und schon lange eingeführter Namen für den Essigbaum war, wurde das Basionym Datisca hirta zu einem nicht zu verwendenden Namen erklärt (nomen utique rejiciendum im Melbourne ICN Artikel 56) und so bleibt Rhus typhina der gültige Name.
Der deutsche Name Hirschkolbensumach leitet sich von den jungen Trieben ab, die an ein Hirschgeweih erinnern. Der Name Essigbaum geht auf den Umstand zurück, dass seine säurehaltigen Früchte dem Essig zugesetzt wurden, um dessen Säure zu verstärken.

## Verwendung

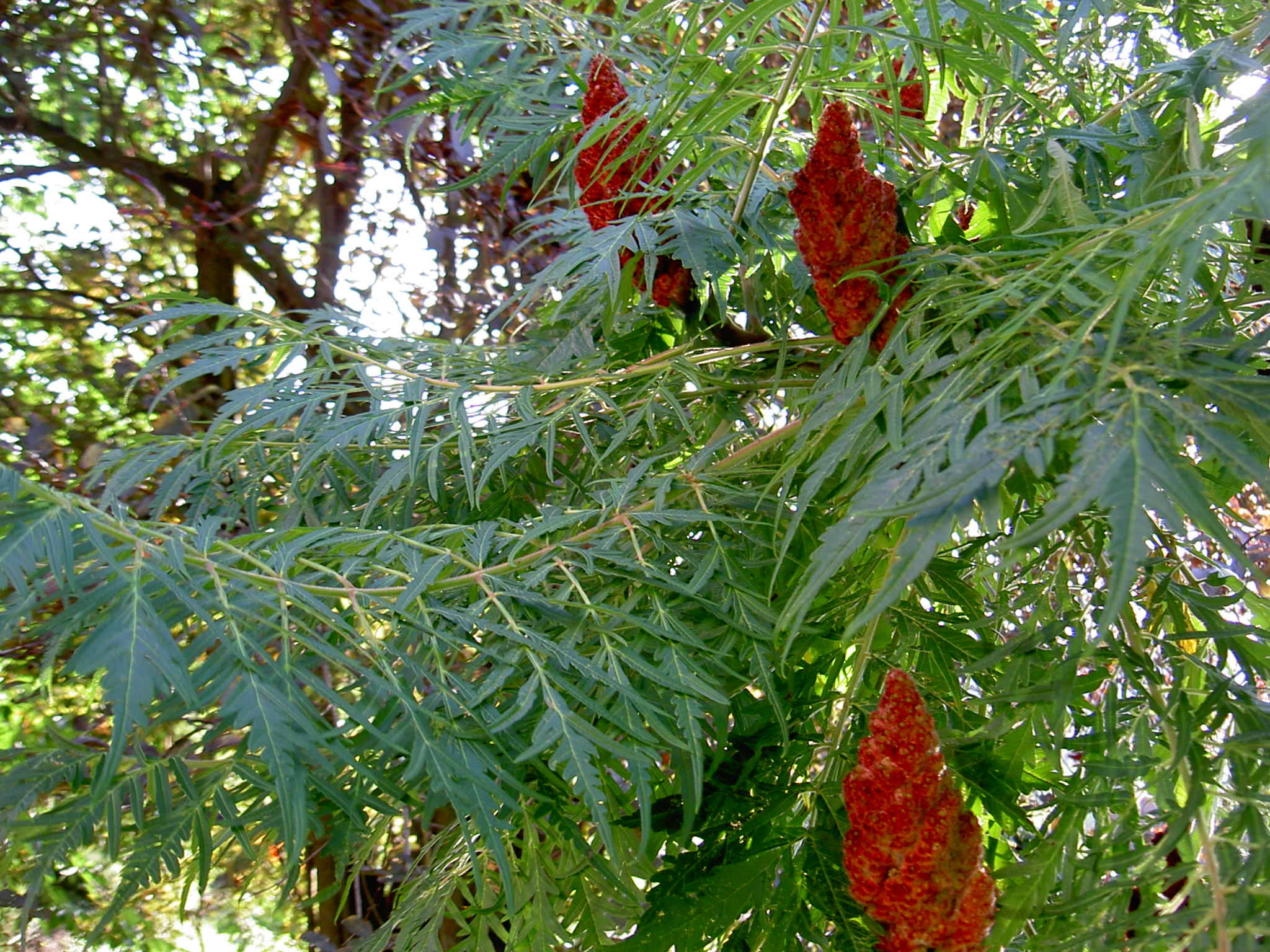
Geschlitztblättriger Essigbaum (Rhus typhina ‘Dissecta’)

Für einige Indianerstämme war Rhus hirta von medizinischer Bedeutung. Die Wurzeln dienten als Mittel zur Blutstillung, die Früchte halfen gegen Erkrankungen der Lunge und der Tee aus der inneren Wurzelrinde linderte „innere Beschwerden“. Die innere Rinde wurde zur Herstellung einer hellgelben Farbe für die Kriegsbemalung oder das Färben von Stoffen verwendet.
Das als Indian Lemonade bezeichnete Erfrischungsgetränk wird aus Wasser und den Früchten des Essigbaums hergestellt und weist einen hohen Gehalt an Vitamin C auf. Die Früchte werden zuweilen bei der Essigherstellung verwendet. Aus den Früchten kann auch ein Öl extrahiert werden.
Das leichte, spröde Holz hat keine wirtschaftliche Bedeutung, eignet sich aber für die Tischlerei oder für gröbere Konstruktionen. Aus jungen Trieben können Pfeifen hergestellt werden.
Bedeutung hatte Rhus typhina jedoch als Quelle für Gerbstoff. Einen hohen Gehalt weisen vor allem die Wurzelrinde und die Fiederblättchen auf, wobei nur die Blätter genutzt werden. Sie enthalten vor dem Einsetzen der Herbstfärbung 27 bis 29 % Gerbstoff (bezogen auf das Trockengewicht), der sich gut zum Gerben von Leder eignet.
In den USA und mehreren europäischen Ländern wurden besonders gerbstoffreiche Sorten (Spitzenwerte bis 42 %) angebaut. Dabei lagen die  Erträge in Amerika bei etwa 140 kg je Hektar und Jahr, in Europa auch darüber. Sie liegen jedoch unter den Erträgen, die mit den Arten Rhus glabra und Rhus coppalina erzielt werden können. Zur Gerbstoffgewinnung wurde er in den USA, der ehemaligen Tschechoslowakei, in Russland, Ungarn und Deutschland angebaut. Heute gibt es noch Anbaugebiete in Pakistan.
In Europa dient der Essigbaum als beliebtes und verbreitetes Ziergehölz. Er wurde etwa 1620 nach Frankreich gebracht und ist 1621 in einem Pariser Garten als „Sumac de Virginiana“ belegt. Ab 1628 kann er in Leiden, ab 1629 in London nachgewiesen werden. In Deutschland lässt er sich zuerst in einem herzoglich braunschweigischen Garten nachweisen, wohin er zwischen 1630 und 1651 gelangt ist, 1654 auch in Königsberg in Preußen. Doch wurde er bis Ende des 18. Jahrhunderts nur selten in botanischen oder anderen Gärten kultiviert. Anfang des 19. Jahrhunderts wurde er in einem deutschen Verzeichnis als gewöhnliche Lustgebüsch-Pflanze geführt. Zur allgemeinen Verbreitung in Grünanlagen und Gärten gelangte er erst in der zweiten Hälfte des 20. Jahrhunderts.
Gärtnerische Bedeutung haben die geschlitztblättrigen Formen:
- Rhus typhina ‘Dissecta’ mit tief eingeschnittenen Fiederblättchen
- Rhus typhina ‘Lacinata’ mit zusätzlich stark zerschlitzten Hochblättern im Blütenstand